# Nosov
Nosov je priimek več oseb:
- Nikolaj Nikolajevič Nosov, ruski pisatelj
- Vitalij Nosov (*1968), ruski košarkar
- Vladimir Ivanovič Nosov, sovjetski general